# Wahyt Orazsähedow
Wahyt Sähetmyradowiç Orazsähedow - em russo, Вахы́т Сахетмыра́тович Оразсахе́дов, romanizado para Vahyt Sakhetmyratovich Orazsakhedov (Babarap, 26 de janeiro de 1992) é um futebolista turcomeno que atua como atacante. Atualmente defende o Altyn Asyr.

## Carreira em clubes
Revelado pelo Talyp Sporty, iniciou a carreira em 2007, no Köpetdag. Entre 2008 e 2013, foi vinculado ao Rubin Kazan, alternando entre os times B e principal, onde fez sua estreia em julho de 2009 contra o Volga Tver, pela fase 32-avos de final da Copa da Rússia. A única partida do atacante na Premier League Russa foi em novembro de 2011, entrando como substituto na vitória por 1 a 0 sobre o Volga Nizhniy Novgorod. Em julho de 2012, foi emprestado ao Neftekhimik Nizhnekamsk (equipe afiliada ao Rubin), da segunda divisão nacional, onde atuou em 43 jogos e marcou seu primeiro gol como profissional contra o Salyut Belgorod.
Saiu do Rubin Kazan em 2013, tendo passado por Dacia Chișinău, Osmanlıspor (atual Ankaraspor), Rostov, MGSK Aşgabat (equipe ligada às Forças Armadas do Turcomenistão, onde se alistou em agosto de 2015), FK Ashgabat, Ahal, Səbail, Dordoi Bishkek., Istiklol, Turan e Altyn Asyr, pelo qual assinou em 2022 e onde teve outras 2 passagens (2016 e 2018).

## Carreira internacional
Em 2011, Orazsähedow jogou 4 partidas pela seleção Sub-23 do Turcomenistão e marcando 2 gols: o primeiro sobre a Indonésia e outro frente à Síria (empate por 2 a 2).
A estreia pela seleção principal foi em outubro de 2016, num amistoso contra o Quirguistão. Fez parte do elenco que disputou a Copa da Ásia de 2019, disputando 2 partidas.

## Vida pessoal
Nascido em uma família numerosa, possui 3 irmãos - um deles chegou a jogar no Campeonato Turcomeno. Ele ainda praticou caratê até migrar para o futebol aos 6 anos e, aos 10, foi reconhecido como o melhor atacante em um torneio infantil. Durante um teste em um internato esportivo de Moscou, recebeu uma proposta para mudar sua cidadania, mas seu pai, Sakhetmyrat Orazsähedow, recusou.
Casado desde 2016, assiste filmes de suspense ou comédia em seu tempo livre, além de ser fluente em russo.

## Títulos
Dordoi Bishkek
- Campeonato Quirguiz: 2019[13]
- Supercopa do Quirguistão: 2019

Istiklol
- Campeonato Tajique: 2020[14]
- Supercopa do Tajiquistão: 2020[15]

### Individual
- Artilheiro do Campeonato Quirguiz de 2019 (20 gols)